# Openbox
Openbox（オープンボックス）は、X Window Systemで動くスタック型ウィンドウマネージャの一つ。GNU General Public Licenseで公開されている。当初は、C++で組まれたBlackbox 0.65.0から派生したが、バージョン3.0以降、C言語で完全に書きなおされ、Blackboxに由来するコードは含まれていない。
Openboxは軽量かつ高速でありながら、ICCCM（Inter-Client Communication Conventions Manual）とEWMH（Extended Window Manager Hints）に完全に準拠するようにデザインされている。Openboxはアプリケーションの制御をユーザーに提供したり、動的に情報を表示するメニューなど、多くの機能をサポートしている。
Openboxは、LXDE（デスクトップ環境）における標準のウィンドウマネージャであり、CrunchBang Linux、Lubuntu、TinyMeなどのLinuxディストリビューションで採用されている。
Dana Jansensにより開発された。